# Douglas Alexander
Douglas Garven Alexander, né le 26 octobre 1967 à Glasgow, est un homme politique britannique appartenant au Parti travailliste (Labour).
En 1997, âgé d'à peine 30 ans, il est élu député à la Chambre des communes lors d'une élection partielle. Il entre au conseil des ministres six ans plus tard, au poste de ministre au Secrétariat du cabinet et chancelier du duché de Lancaster, puis devient en 2004 ministre d'État au Commerce et aux Investissements, ce qui lui fait quitter le conseil des ministres. Promu ministre d'État à l'Europe en 2005, il est choisi pour les fonctions de secrétaire d'État aux Transports et secrétaire d'État à l'Écosse en 2006, faisant son retour au conseil des ministres, avant d'être nommé secrétaire d'État au Développement international en 2007. La victoire des conservateurs en 2010 le conduit à renoncer à ses fonctions. Il fait partie des étoiles montantes de la jeune génération travailliste, à l'instar de David Miliband, Andy Burnham ou Ed Balls.
En juillet 2024, il est nommé ministre d'État à la Politique commerciale et à la Sécurité économique dans le gouvernement de Keir Starmer.

## Biographie

### Formation et carrière
Il est né à Glasgow mais a passé la majeure partie de sa jeunesse à Bishopton, dans le Renfrewshire, où il fut membre de la Boy's Brigade, une organisation de jeunesse interconfessionnelle. Joueur de clairon de la fanfare de la brigade, il aida grandement à sa victoire lors du championnat des fanfares des Boy's Brigades écossaises organisé en 1981.
Trois ans plus tard, il obtient une bourse d'études pour partir étudier au Lester B. Pearson College, un « collège du monde uni » basé à Victoria, au Canada, où il passe avec succès son baccalauréat international. Il retourne ensuite en Écosse pour y étudier les sciences politiques et l'histoire moderne à l'université d'Édimbourg, puis décroche en 1988 une nouvelle bourse d'études. Il quitte de nouveau l'Écosse et intègre alors l'université de Pennsylvanie. Au cours de la campagne présidentielle américaine de cette même année, il travaille pour le candidat démocrate Michael Dukakis, puis est engagé par un sénateur démocrate. Il revient en Écosse deux ans plus tard, en 1990, et devient rédacteur des discours et chercheur parlementaire pour Gordon Brown, à l'époque secrétaire d'État au Commerce et à l'Industrie dans le cabinet fantôme.
Il reprend dans le même temps ses études à l'université d'Édimbourg, où il obtient en 1993 son bachelor of laws avec mention. Cette même année, il devient solicitor et travaille six mois dans un cabinet d'Édimbourg.

### Famille
Il est le fils de Douglas N. Alexander, pasteur de l'Église d'Écosse qui dirigea notamment en 2000 les obsèques du premier Premier ministre d'Écosse, Donald Dewar, et d'une médecin. Sa sœur Wendy est également impliquée dans la vie politique mais au niveau écossais, ayant siégé au Parlement écossais et occupé brièvement le poste de présidente du Parti travailliste écossais (SLP).
Marié à Jacqueline Christian, il est père de deux enfants.

## Parcours politique
Il rejoint le Parti travailliste (Labour) en 1982, et obtient en 1995 l'investiture du parti, avec le soutien de son mentor, Gordon Brown, lors de l'élection partielle dans la circonscription de Perth and Kinross. Il est largement battu par la candidate du Parti national écossais (SNP) mais se classe deuxième avec 23 % des voix, en hausse de dix points par rapport aux élections de 1992 et surtout devant les conservateurs, qui détenaient ce siège depuis douze ans.
Par ce résultat, il attire l'attention de Tony Blair, qui le choisit comme deuxième orateur, lors du débat sur l'abolition de la « clause IV » des statuts du Labour, qui prévoyait la mise en commun des moyens de production, organisé lors de la conférence du Parti travailliste écossais à Inverness.
Lors des élections générales du 1er mai 1997, il se présente dans la circonscription de Perth, la précédente ayant été abolie, mais se classe troisième derrière le SNP, qui l'emporte, et les conservateurs. Il sera finalement élu quelque temps plus tard, le 6 novembre, lors d'une élection partielle dans la circonscription de Paisley South qu'il gagne avec 44 % des voix. Depuis 2005, il représente Paisley and Renfrewshire South.

### Au gouvernement
Ayant joué un rôle majeur dans l'organisation de la campagne du Labour pour les élections générales du 7 juin 2001, il est nommé ministre d'État chargé du commerce en ligne et de la compétitivité au département du Commerce et de l'Industrie, avant de passer au Secrétariat du cabinet avec le rang de ministre d'État en 2002.
Le 13 juin 2003, il est choisi comme ministre au Secrétariat du cabinet et chancelier du duché de Lancaster, intégrant ainsi le conseil des ministres (cabinet), puis devient le 8 septembre 2004 ministre d'État pour le Commerce et les Investissements. Il change à nouveau de poste le 5 mai 2005, occupant celui de ministre d'État chargé de l'Europe. Il fait son retour au conseil des ministres à l'occasion d'un important remaniement ministériel le 6 mai 2006, cumulant les fonctions de secrétaire d'État aux Transports et de secrétaire d'État à l'Écosse.
À la suite du remplacement de Tony Blair par Gordon Brown le 28 juin 2007, Douglas Alexander est nommé secrétaire d'État au Développement international, et occupera ce poste jusqu'à la défaite du Parti travailliste aux élections législatives du 6 mai 2010. Il renonce à son poste cinq jours plus tard.

### Opposition
Avec 59,6 % des suffrages exprimés, il est réélu dans sa circonscription de Paisley lors des élections générales de 2010 remportées par David Cameron.
Dans la course à la direction du Labour, il apporte son soutien à David Miliband. Bien que ce soit le cadet de ce dernier, Ed Miliband, qui l'emporte finalement, il est nommé au sein du cabinet fantôme travailliste comme secrétaire d'État au Travail et aux Retraites le 8 octobre 2010, puis aux Affaires étrangères le 20 janvier 2011.
Candidat à sa succession dans sa circonscription lors des élections législatives du 7 mai 2015, il perd 21 points par rapport à son score en 2010 et il est battu par Mhairi Black, candidate du Parti national écossais, qui devient, à vingt ans, la plus jeune députée de l'histoire britannique depuis 1667. Il quitte immédiatement ses fonctions dans le cabinet fantôme.
Lors des élections générales anticipées du 4 juillet 2024, il est réélu à la Chambre des communes dans la circonscription de Lothian East avec 49 %, la faisant basculer au détriment du Parti national écossais. Il est nommé Ministre d'Etat au département du Commerce dans le gouvernement Starmer.